# خیرآباد (نائین)
خیرآباد، روستایی است از توابع بخش مرکزی شهرستان نائین در استان اصفهان ایران.

## جمعیت
این روستا در دهستان کوهستان قرار داشته و براساس سرشماری سال ۱۳۸۵جمعیت آن ۱۳نفر (۷خانوار) بوده‌است.